# Steve Maclin
Stephen Kupryk (Rutherford, 26 de mayo de 1987) es un luchador estadounidense quien trabaja actualmente en Impact Wrestling bajo el nombre de Steve Maclin. Kupryk es una vez campeón mundial al haber logrado una vez el Campeonato Mundial de Impact.

## Carrera

### WWE

#### NXT (2014-2020)
El 1 de febrero de 2018, Cutler y Wesley Blake formaron un equipo conocido como The Forgotten Sons. En el episodio de NXT del 17 de febrero, The Forgotten Sons junto con Jaxson Ryker y Lacey Evans atacaron al SAni†Y (Alexander Wolfe, Eric Young y Killian Dain).

#### SmackDown (2020-2021)
En el episodio de SmackDown del 10 de abril de 2020, Cutler, junto con The Forgotten Sons, hizo su debut en el programa y, junto con Wesley Blake, derrotó a Lucha House Party (Gran Metalik y Lince Dorado).
Después de mucho tiempo de inactividad, no fueron seleccionados por el draft para ninguna marca, siendo así agente libre junto a sus compañeros de equipo The Forgotten Sons, Wesley Blake y Jaxson Ryker.
El 4 de diciembre de 2020, apareció junto a su compañero Wesley Blake acompañando a King Corbin en SmackDown dejando ver que fueron seleccionados para esa marca.
El 4 de febrero del 2021, la WWE, despidió a Cutler por su bajo rendimiento, dejándolo en libertad.

### Impact Wrestling (2021-presente)
En junio de 2021, se observó que Maclin habría firmado un contrato con Impact Wrestling. En Bound For Glory, se enfrentó a El Phantasmo y a Trey por el vacante Campeonato de la División X de Impact, sin embargo perdió. En Turning Point, se enfrentó a Trey y a Laredo Kid por el Campeonato de la División X de Impact, sin embargo perdió.
En Hard To Kill, se enfrentó a Trey por el vacante Campeonato de la División X de Impact, sin embargo perdió y como consecuencia no volverá a competir por el título mientras Trey sea el campeón, terminando así el feudo. En Rebellion, derrotó a Chris Sabin y a Jay White. En el episodio del 5 de mayo de Impact!, fue derrotado por el talento de New Japan Pro-Wrestling (NJPW) Tomohiro Ishii.  Dos días después, en Under Siege, perdió ante Chris Sabin. En el pre-show de Slammiversary, Maclin compitió en el Reverse Battle Royal, pero fue eliminado por Chris Bey. El 1 de julio, en Against All Odds, Maclin interfirió en el Clockwork Orange House of Fun al atacar a Sami Callihan y ayudó a Moose a obtener la victoria. El 12 de agosto, en Emergence, perdió contra Callihan en un combate sin descalificación. Seis días después, Maclin compitió en un combate de eliminación de seis vías para determinar el contendiente número uno al Campeonato Mundial Impact, que fue ganado por Edwards. El 23 de septiembre, en Victory Road, derrotó a Sami Callihan y Moose en una Barbed Wire Masacre. En Bound for Glory, Maclin compitió en el Call Your Shot Gauntlet, donde el ganador podía elegir cualquier campeonato de su elección, siendo el subcampeón después de perder ante el Bully Ray que regresaba.
El 13 de enero de 2023, en Hard To Kill, Maclin derrotó a Rich Swann en un combate Falls Count Anywhere. En No Surrender, derrotó a Brian Myers, Heath y a PCO ganando una oportunidad por el Campeonato Mundial de Impact en Rebellion. En Rebellion, derrotó a KUSHIDA ganando el vacante Campeonato Mundial de Impact por primera vez.

## Vida personal
Desde inicios de 2021, mantiene una relación con la estrella de Impact Wrestling, Deonna Purrazzo, el cual el 12 de febrero de 2022, a través de sus redes sociales, anunciaron su compromiso matrimonial.

## En lucha
- Movimientos finales
  - KIA (Double Underhook DDT)
  - The Trademark Plex (Fisherman driver)
  - Michinoku Driver #2

- Movimientos de firma
  - Spinebuster
  - Texas croverleaf
  - Diving elbow drop
  - Double Underhook Backbreaker
  - Boston Crab
  - Lariat

- Apodo
  - "The Trademark"

## Campeonatos y logros
- Destiny World Wrestling
  - Destiny Wrestling World Championship (1 vez)[6]

- Impact Wrestling
  - Impact World Championship (1 vez)[7]
  - TNA International Championship  (1 vez)

- Monster Factory Pro Wrestling
  - MFPW Heavyweight Championship (1 vez)
  - MFPW Tag Team Championship (1 vez) – con Mike Spanos

- The Wrestling Revolver
  - Revolver Championship (1 vez)[8]
  - PWR Tag Team Championship (1 vez) - con Westin Blake[9]

- Pro Wrestling Illustrated
  - Situado en el N°318 en los PWI 500 de 2019[10]
  - Situado en el N°268 en los PWI 500 de 2022[11]
  - Situado en el N°41 en los PWI 500 de 2023[12]